# オースティン・デイ
オースティン・ダレン・デイ（Austin Darren Daye, 1988年6月5日 - ）は、アメリカ合衆国カリフォルニア州アーヴァイン出身のバスケットボール選手。ポジションはSF。

## 学生時代
ウッドブリッジ高校での最後の年に平均30.9ポイント、12.4リバウンドを記録。
その後ワシントン州にあるゴンザガ大学に進学。

## NBA
2009年、デトロイト・ピストンズから2009年のNBAドラフト全体15位で指名され入団した。
ルーキーシーズンには69試合、内4試合に先発出場し、平均13.3分プレーし、5.1得点、2.5リバウンドと、まずまずの成績を残した。
2010-2011シーズンは、72試合、内16試合に先発出場し、平均20.1分、7.5得点、3.8リバウンド、3ポイント成功率4割以上と成長の跡を見せた。
2011-2012シーズンは、ロックアウト期間中はロシアプロリーグでプレーし、その後、ピストンズに戻ったものの、負傷の影響で、強みである3ポイントシュートの成功率が21％とロングレンジショットに精彩を欠き、順調に伸ばしてきた出場機会も激減し、節目の時期を迎えた。
2012-2013シーズンは、シュートタッチは回復したもののディフェンス面での貢献も期待できないことから出場機会を更に減らし、2013年1月30日にメンフィス・グリズリーズに放出され、こちらでも出場機会はほとんど得られずルーキーイヤー以下の成績となり、2013年8月1日、トロント・ラプターズに移籍した。
2013-2014シーズンは、僅か8試合平均4分という出場機会しか得ることが出来ず、完全にベンチ選手となっていた中、2014年2月20日トレード期限直前に、ナンド・デ・コロとのトレードでサンアントニオ・スパーズに移籍した。
3月24日のフィラデルフィア・セブンティシクサーズ戦で、自身最多の6本の３ポイントショットを決め、22得点を稼ぐ活躍するなど、3試合に2桁得点を残した。プレーオフでは1試合6分の出場に留まったが、自身初のチャンピオンメンバーとして名を残した。
2014-2015シーズンは、開幕を控えて、ドラフト1巡目指名のルーキー、カイル・アンダーソンやNBA経験の少ない選手に混じって、ジェフ・エイアーズとともにトレーニングキャンプに参加し、ローテションプレーヤーを目指す意気込みを見せ開幕ロースター入りを果たした。26試合に出場し、平均4.0得点、2.3リバウンドの成績を残した時点で、2015年1月17日、解雇されFAとなり、その後Dリーグでプレーした後、3月15日にアトランタ・ホークスと10日間契約を結び、その後複数年契約を結んだが、シーズン終了後の7月9日に解雇された。
2015年9月28日、クリーブランド・キャバリアーズと契約したが、開幕前に解雇され、以降はヨーロッパ各国でプレーしている。

## プレースタイル
父親であるダレン・デイもプロバスケットボール選手であり、数シーズンNBAでプレーした
、2世選手の一人。３ポイントを含めたアウトサイドショットを得意としているが、センタークラスの身長を有するにも拘らず線が細く、攻守ともペイントエリアでの貢献ができないことがロールプレーヤーからの脱却を妨げている。